# Effektiv altruisme
Effektiv altruisme er en social bevægelse og undergren af praktisk etik, som anvender fornuft og empiri til at finde de mest effektive måder at gavne andre bevidste væsener på. Altruisme refererer til at gavne andre - i modsætning til egoisme, der sætter en selv og egeninteresser før andre.  Effektiv refererer til at gøre det bedst muligt gode, med hvad end ressourcer man har til rådighed - i modsætning til bare at gøre noget godt. Man bruger empiri og en rationel tankegang til at undersøge, hvad det bedst mulige er - i modsætning til blot at gøre, hvad der føles godt, hvad man kan bruge til at signalere dydighed, eller hvad der fremstår intuitivt appellerende.  
Mange tilhængere af effektiv altruisme kalder sig selv effektive altruister. Hvorom mange effektive altruister har fokus på nonprofit-sektoren, så kan filosofien bag effektiv altruisme anvendes mere generelt til at prioritere alt, inklusive videnskabelige projekter, virksomheder og politiske initiativer, der estimeres at kunne redde det største antal liv eller reducere mest muligt lidelse.
I Danmark blev organisationen "Effective Altruism Denmark" stiftet i 2017. Den arbejder på at udbrede ideerne bag effektiv altruisme og kendskabet til bevægelsen til et dansk publikum.